# PGC 1007719
LEDA/PGC 1007719 ist eine Seyfert-2-Galaxie mit aktivem Galaxienkern im Sternbild Walfisch südlich der Ekliptik. Sie ist schätzungsweise 2,5 Milliarden Lichtjahre von der Milchstraße entfernt.

Im selben Himmelsareal befinden sich u. a. die Galaxien NGC 1035, NGC 1074, NGC 1075, NGC 1081.